# Imagotaria
Imagotaria es un género extinto de mamífero carnívoro odobénido, relacionado con las morsas actuales, monotípico, es decir, que solo incluye a una especie, I. downsi. Vivió durante el mioceno tardío, hace aproximadamente 10-12 millones de años. Habitó en la actual California.